# 第3航空隊 (德國國防軍)
第3航空隊（德语：Luftflotte 3）為第二次世界大戰中德國空軍的部隊。

## 历史
航空隊為當時德國空軍最大規模的編制，直接受空軍最高司令部的指揮。
1939年2月1日第3航空隊在慕尼黑創立，防區為德國南西部。由於在二戰爆發時資源集中於東線的第1航空隊與第4航空隊，當時本部隊整體兵力不多。至波蘭戰役結束後才開始集中戰力，並於1940年參加法國戰役。
法國投降後駐紮在法國北部，在不列顛空戰中與第2航空隊攻擊英國本土。而不列顛空戰失敗以後，隨著第2航空隊改調而負責整個法國的防務。隨著盟軍諾曼第登陸的成功，1944年本部隊增加空軍野戰師以參與防守。而因為戰力銳減與本國防空的需求，最後在該年9月26日解散。